# Heterangaeus japonicus
Heterangaeus japonicus là một loài ruồi trong họ Pediciidae. Chúng phân bố ở vùng sinh thái Palearctic.